# جاك ميرفي (لاعب محترف لكرة القاعدة)
جاك ميرفي (بالإنجليزية: Jack Murphy)‏ هو لاعب محترف لكرة القاعدة ‏ أمريكي، ولد في 6 أبريل 1988 في ساراسوتا في الولايات المتحدة.

## وصلات خارجية
- جاك ميرفي على موقع دوري كرة القاعدة الرئيسي (الإنجليزية)
- جاك ميرفي على موقع دوري أستراليا لكرة القاعدة (الإنجليزية)
- جاك ميرفي على موقعبيزبول رفرنس.كوم (الدوري الثانوي) (الإنجليزية)
- جاك ميرفي على موقع إي إس بي إن.كوم (أم.أل.بي) (الإنجليزية)
- جاك ميرفي على موقع مشجعي الرسوم البيانية (الإنجليزية)